# Суховольський Марко Львович
Марко Львович Суховольський (27 листопада 1902, місто Харків — ?) — радянський діяч, міністр житлово-цивільного будівництва Української РСР.

## Біографія
З 1919 року служив у Червоній армії.
Член ВКП(б).
Перебував на відповідальній радянській роботі.
У жовтні 1939 — січні 1940 року — начальник Головнафтозаводбуду — член колегії Народного комісаріату нафтової промисловості СРСР.
З 20 січня 1940 року — заступник народного комісара нафтової промисловості СРСР із будівництва. 
На 1943—1944 роки — керуючий тресту № 8 Головнафтобуду.
З серпня 1947 по серпень 1948 року — заступник міністра житлово-цивільного будівництва Української РСР із загальних питань.
30 серпня 1948 — 27 травня 1949 року — міністр житлово-цивільного будівництва Української РСР.
З травня 1949 по грудень 1950 року — 1-й заступник міністра житлово-цивільного будівництва Української РСР.
Подальша доля невідома.

## Нагороди
- орден Трудового Червоного Прапора (24.01.1944)
- медаль «За оборону Кавказу»
- медаль «За перемогу над Німеччиною у Великій Вітчизняній війні 1941—1945 рр.»
- медалі